# Каменка (Артёмовский городской округ)
Каменка — упразднённый в ноябре 2016 года посёлок в Свердловской области, входивший в Артёмовский городской округ.

## География
Посёлок располагался на левом берегу реки Буланаш в 25 километрах на северо-восток от города Артёмовский.

## История
Посёлок упразднён в ноябре 2016 года. Управлялся Лебёдкинской сельской администрацией.

## Население
| 2002 | 2010 |
| ---- | ---- |
| 0    | →0   |